# 全国人民政权代表大会主席
本表格列举了古巴立法机构首脑全国人民政权代表大会的最高领导人，全国人民政权代表大会主席，（西班牙語：Asamblea Nacional del Poder Popular），全国人民政权代表大会是古巴共和國的最高国家权力机关，有立法和修改憲法的权力，是古巴的立法機關，亦负责选举国家主席和任命政府总理等国家领导人。本列表列举1976年以来的领导人：

## 列表
| No. | 肖像 | 姓名 （生－卒）                            | 政党       | 任期                         |
| --- | ---- | ------------------------------------------ | ---------- | ---------------------------- |
| 1   |      | 布拉斯·罗加·卡尔德里奥 （1908－1987）      | 古巴共產黨 | 1976–1981                    |
| 2   |      | 弗拉维奥·布拉沃·帕尔多 （1921－1988）      | 古巴共產黨 | 1981–1987                    |
| 3   |      | 塞韦罗·阿吉雷·德尔·克里斯托 （1912－1992） | 古巴共產黨 | 1987－1990                   |
| 4   |      | 胡安·埃斯卡罗纳·雷格拉 （1931－2018）      | 古巴共產黨 | 1990－1993                   |
| 5   |      | 里卡多·阿拉尔孔·德克萨达 （1937－2022）    | 古巴共產黨 | 1993年2月24日－2013年2月24日 |
| 6   |      | 埃斯特万·拉索·埃尔南德斯 （1944－）        | 古巴共產黨 | 2013年2月24日－现任          |